# NGC 2124
NGC 2124 је спирална галаксија у сазвежђу Зец која се налази на NGC листи објеката дубоког неба.
Деклинација објекта је - 20° 5' 6" а ректасцензија 5h 57m 52,3s. Привидна величина (магнитуда) објекта NGC 2124 износи 12,6 а фотографска магнитуда 13,4. Налази се на удаљености од 44,967 милиона парсека од Сунца. NGC 2124 је још познат и под ознакама ESO 555-16, MCG -3-16-3, IRAS 05557-2005, PGC 18147.